# Kin no ai, gin no ai
„Kin no ai, gin no ai” (jap. 金の愛、銀の愛) – dwudziesty singel japońskiego zespołu SKE48, wydany w Japonii 17 sierpnia 2016 roku przez avex trax.
Singel został wydany w dziewięciu edycjach: czterech regularnych i czterech limitowanych (Type A, Type B, Type C, Type D) oraz „teatralnej” (CD). Osiągnął 1 pozycję w rankingu Oricon i pozostał na liście przez 23 tygodnie. Singel zdobył status platynowej płyty.
Piosenka tytułowa jest piosenką przewodnią TV dramy Death Cash (jap. 死幣-DEATH CASH-).

## Lista utworów
Wszystkie utwory zostały napisane przez Yasushiego Akimoto.

### Type A
| CD | CD                                                                    | CD               | CD                   | CD      |
| Nr | Tytuł utworu                                                          | Kompozycja       | Aranżacja            | Długość |
| -- | --------------------------------------------------------------------- | ---------------- | -------------------- | ------- |
| 1. | „Kin no ai, gin no ai” (jap. 金の愛、銀の愛)                          | Shintarō Itō     | Shintarō Itō         | 4:21    |
| 2. | „Happy Ranking” (jap. ハッピーランキング) (wyk. Ranked-in Girls 2016) | Masashi Kanasaki | Yūichi "Masa" Nonaka | 4:13    |
| 3. | „Kon'ya wa Shake it!” (jap. 今夜はShake it!) (wyk. Love Crescendo)    | Mio Okada        | Hiroshi Sasaki       | 5:03    |
| 4. | „Kin no ai, gin no ai” (jap. 金の愛、銀の愛) (off vocal)              | Shintarō Itō     | Shintarō Itō         | 4:21    |
| 5. | „Happy Ranking” (jap. ハッピーランキング) (off vocal)                 | Masashi Kanasaki | Yūichi "Masa" Nonaka | 4:13    |
| 6. | „Kon'ya wa Shake it!” (jap. 今夜はShake it!) (off vocal)              | Mio Okada        | Hiroshi Sasaki       | 5:03    |

| DVD | DVD                                                                          | DVD     |
| Nr  | Tytuł utworu                                                                 | Długość |
| --- | ---------------------------------------------------------------------------- | ------- |
| 1.  | „Kin no ai, gin no ai” (jap. 金の愛、銀の愛) (Music Video)                   |         |
| 2.  | „Happy Ranking” (jap. ハッピーランキング) (Music Video)                      |         |
| 3.  | „Document „Kin no ai, gin no ai”” (jap. ドキュメント「金の愛、銀の愛」)      |         |
| 4.  | „Video Report Rank-in Girls 2016” (jap. Video Report ランクインガールズ2016) |         |

### Type B
| CD | CD                                                                 | CD           | CD                   | CD      |
| Nr | Tytuł utworu                                                       | Kompozycja   | Aranżacja            | Długość |
| -- | ------------------------------------------------------------------ | ------------ | -------------------- | ------- |
| 1. | „Kin no ai, gin no ai” (jap. 金の愛、銀の愛)                       | Shintarō Itō | Shintarō Itō         | 4:21    |
| 2. | „Madogiwa LOVER” (jap. 窓際LOVER) (wyk. Next Position)             | Miwa Nomura  | Yūichi "Masa" Nonaka | 3:59    |
| 3. | „Kon'ya wa Shake it!” (jap. 今夜はShake it!) (wyk. Love Crescendo) | Mio Okada    | Hiroshi Sasaki       | 5:03    |
| 4. | „Kin no ai, gin no ai” (jap. 金の愛、銀の愛) (off vocal)           | Shintarō Itō | Shintarō Itō         | 4:21    |
| 5. | „Madogiwa LOVER” (jap. 窓際LOVER) (off vocal)                      | Miwa Nomura  | Yūichi "Masa" Nonaka | 3:59    |
| 6. | „Kon'ya wa Shake it!” (jap. 今夜はShake it!) (off vocal)           | Mio Okada    | Hiroshi Sasaki       | 5:03    |

| DVD | DVD                                                                     | DVD     |
| Nr  | Tytuł utworu                                                            | Długość |
| --- | ----------------------------------------------------------------------- | ------- |
| 1.  | „Kin no ai, gin no ai” (jap. 金の愛、銀の愛) (Music Video)              |         |
| 2.  | „Madogiwa LOVER” (jap. 窓際LOVER) (Music Video)                         |         |
| 3.  | „Document „Kin no ai, gin no ai”” (jap. ドキュメント「金の愛、銀の愛」) |         |
| 4.  | „Next Position no aru 1-nichi” (jap. ネクストポジションのある1日)       |         |

### Type C
| CD | CD                                                                                  | CD           | CD                   | CD      |
| Nr | Tytuł utworu                                                                        | Kompozycja   | Aranżacja            | Długość |
| -- | ----------------------------------------------------------------------------------- | ------------ | -------------------- | ------- |
| 1. | „Kin no ai, gin no ai” (jap. 金の愛、銀の愛)                                        | Shintarō Itō | Shintarō Itō         | 4:21    |
| 2. | „Sayonara ga utsukushikute” (jap. サヨナラが美しくて) (wyk. Shibata Aya to 4-kisei) | Yuki Kimura  | Yūichi "Masa" Nonaka | 5:19    |
| 3. | „Kon'ya wa Shake it!” (jap. 今夜はShake it!) (wyk. Love Crescendo)                  | Mio Okada    | Hiroshi Sasaki       | 5:03    |
| 4. | „Kin no ai, gin no ai” (jap. 金の愛、銀の愛) (off vocal)                            | Shintarō Itō | Shintarō Itō         | 4:21    |
| 5. | „Sayonara ga utsukushikute” (jap. サヨナラが美しくて) (off vocal)                   | Yuki Kimura  | Yūichi "Masa" Nonaka | 5:19    |
| 6. | „Kon'ya wa Shake it!” (jap. 今夜はShake it!) (off vocal)                            | Mio Okada    | Hiroshi Sasaki       | 5:03    |

| DVD | DVD                                                                     | DVD     |
| Nr  | Tytuł utworu                                                            | Długość |
| --- | ----------------------------------------------------------------------- | ------- |
| 1.  | „Kin no ai, gin no ai” (jap. 金の愛、銀の愛) (Music Video)              |         |
| 2.  | „Sayonara ga utsukushikute” (jap. サヨナラが美しくて) (Music Video)     |         |
| 3.  | „Document „Kin no ai, gin no ai”” (jap. ドキュメント「金の愛、銀の愛」) |         |
| 4.  | „Shibata Aya to 4-kisei-tachi” (jap. 柴田阿弥と4期生たち)               |         |

### Type D
| CD | CD                                                                                       | CD              | CD              | CD      |
| Nr | Tytuł utworu                                                                             | Kompozycja      | Aranżacja       | Długość |
| -- | ---------------------------------------------------------------------------------------- | --------------- | --------------- | ------- |
| 1. | „Kin no ai, gin no ai” (jap. 金の愛、銀の愛)                                             | Shintarō Itō    | Shintarō Itō    | 4:21    |
| 2. | „Ii hito ii hito sagi” (jap. いい人いい人詐欺) (wyk. Yancha na Tenshi to Yasashii Akuma) | Takashi Tsukida | Takashi Tsukida | 4:02    |
| 3. | „Kon'ya wa Shake it!” (jap. 今夜はShake it!) (wyk. Love Crescendo)                       | Mio Okada       | Hiroshi Sasaki  | 5:03    |
| 4. | „Kin no ai, gin no ai” (jap. 金の愛、銀の愛) (off vocal)                                 | Shintarō Itō    | Shintarō Itō    | 4:21    |
| 5. | „Ii hito ii hito sagi” (jap. いい人いい人詐欺) (off vocal)                               | Takashi Tsukida | Takashi Tsukida | 4:02    |
| 6. | „Kon'ya wa Shake it!” (jap. 今夜はShake it!) (off vocal)                                 | Mio Okada       | Hiroshi Sasaki  | 5:03    |

| DVD | DVD                                                                      | DVD     |
| Nr  | Tytuł utworu                                                             | Długość |
| --- | ------------------------------------------------------------------------ | ------- |
| 1.  | „Kin no ai, gin no ai” (jap. 金の愛、銀の愛) (Music Video)               |         |
| 2.  | „Ii hito ii hito sagi” (jap. いい人いい人詐欺) (Music Video)             |         |
| 3.  | „Document „Kin no ai, gin no ai”” (jap. ドキュメント「金の愛、銀の愛」)  |         |
| 4.  | „Yancha na tenshi to yasashii akuma” (jap. やんちゃな天使とやさしい悪魔) |         |

### Wer. teatralna
| CD | CD                                                                 | CD           | CD             | CD      |
| Nr | Tytuł utworu                                                       | Kompozycja   | Aranżacja      | Długość |
| -- | ------------------------------------------------------------------ | ------------ | -------------- | ------- |
| 1. | „Kin no ai, gin no ai” (jap. 金の愛、銀の愛)                       | Shintarō Itō | Shintarō Itō   | 4:21    |
| 2. | „Kon'ya wa Shake it!” (jap. 今夜はShake it!) (wyk. Love Crescendo) | Mio Okada    | Hiroshi Sasaki | 5:03    |
| 3. | „SKE48 20th Single Medley”                                         |              |                |         |
| 4. | „Kin no ai, gin no ai” (jap. 金の愛、銀の愛) (off vocal)           | Shintarō Itō | Shintarō Itō   | 4:21    |
| 5. | „Kon'ya wa Shake it!” (jap. 今夜はShake it!) (off vocal)           | Mio Okada    | Hiroshi Sasaki | 5:03    |

## Skład zespołu
| „Kin no ai, gin no ai” |
| --- |
| - SKE48 Team S: Rion Azuma, Masana Ōya, Haruka Futamura, Jurina Matsui (środek) - SKE48 Team S / AKB48 Team 4: Ryōha Kitagawa - SKE48 Team KII: Yūna Egō, Mina Ōba, Sarina Sōda, Akane Takayanagi, Saki Takeuchi, Yuzuki Hidaka, Nao Furuhata - SKE48 Team E: Kanon Kimoto, Haruka Kumazaki, Rara Gotō, Makiko Saitō, Akari Suda, Marika Tani |

| „Happy Ranking” |
| --- |
| Wszystkie członkinie, które znalazły się w rankingu AKB48 45th Single Senbatsu Sōsenkyo (jap. AKB48 45thシングル選抜総選挙). - SKE48 Team S: Mai Takeuchi (54.), Haruka Futamura (49.), Jurina Matsui (3.), Ami Miyamae (65.), Suzuran Yamauchi (71.) - SKE48 Team S / AKB48 Team 4: Ryōha Kitagawa (64.) - SKE48 Team KII: Yūna Egō (35.), Mina Ōba (22.), Sarina Sōda(30.), Akane Takayanagi (20.), Saki Takeuchi (31.), Yuzuki Hidaka (79.), Nao Furuhata (29.) - SKE48 Team E: Natsuki Kamata (74.), Kanon Kimoto (68.), Haruka Kumazaki (67.), Mei Sakai (63.), Sumire Satō (75.), Akari Suda (7.), Marika Tani (55.) |

| „Kon'ya wa Shake it!” |
| --- |
| - SKE48 Team S: Jurina Matsui (środek) - SKE48 Team S / AKB48 Team 4: Ryōha Kitagawa - SKE48 Team KII: Yūna Egō, Yuna Obata - SKE48 Team E: Haruka Kumazaki, Rara Gotō, Maya Sugawara |

| „Madogiwa LOVER” |
| --- |
| - Team S: Yume Noguchi, Chikako Matsumoto (środek) - Team KII: Yuki Arai, Ruka Kitano (środek) - Team E: Narumi Ichino, Natsuki Kamata, Sana Takatera, Nao Fukushi |

| „Sayonara ga utsukushikute” |
| --- |
| Piosenka na ukończenie członkostwa Ayi Shibaty w zespole. - Team S: Asana Inuzuka, Mai Takeuchi, Rika Tsuzuki - Team KII: Yumana Takagi - Team E: Kanon Kimoto, Mei Sakai, Aya Shibata (środek) |

| „Ii hito ii hito sagi” |
| --- |
| - Team S: Risako Gotō, Aika Sugiyama (śridek), Kano Nojima, Miki Yakata, Juna Yamada - Team KII: Shiori Aoki, Anna Ishida, Mikoto Uchiyama, Yuna Obata, Kotono Shirai, Natsuki Takatsuka, Kaori Matsumura - Team E: Reona Ida, Maya Sugawara - Kenkyūsei: Honoka Aikawa, Yuka Asai, Rena Isshiki, Ayaka Ōta, Narumi Kataoka, Ayuka Kamimura, Narumi Kawasaki, Oka Suenaga, Yuki Takahata, Otoha Machi, Airi Mizuno (śridek), Junna Murai, Aina Wada |

## Notowania
| Lista                             | Pozycja |
| --------------------------------- | ------- |
| Oricon Weekly Singles Chart       | 1       |
| Oricon Yearly Singles Chart       | 18      |
| Billboard Japan Hot 100           | 1       |
| Billboard Japan Hot Singles Sales | 1       |

## Sprzedaż
| Dane wg         | Sprzedaż |
| --------------- | -------- |
| Oricon          | 327 598  |
| Billboard Japan | 436 451+ |